# راي رودس
راي رودس (بالإنجليزية: Ray Rhodes)‏ هو لاعب كرة قدم أمريكية أمريكي، ولد في 20 أكتوبر 1950 في ماهيا في الولايات المتحدة.

## وصلات خارجية
- راي رودس على موقع مرجع كرة القدم المحترفة.كوم (الإنجليزية)